# Camila (album)
Camila – debiutancki album studyjny kubańsko-amerykańsko-meksykańskiej wokalistki, Camili Cabello, wydany 12 stycznia 2018 roku nakładem wytwórni Epic Records, Syco Entertainment, oraz Sony Music. Prace nad płytą rozpoczęły się w styczniu 2017 roku po odejściu artystki z zespołu Fifth Harmony, z którym artystka nagrała dwa studyjne albumy, i jedną EP-kę. W pierwszym okresie, album nazywał się The Hurting. The Healing. The Loving., później został zamieniony na łatwiejszy tytuł, Camila. Utwory z płyty, choć głównie w stylu pop, zawierają elementy muzyki latynoskiej i R&B. Współproducentem albumu jest Frank Dukes, natomiast innymi producentami są Skrillex, The Futuristics oraz T-Minus. Cabello pracowała nad piosenkami z płyty z takimi artystami jak Sia czy Ed Sheeran, które niestety zostały później usunięte. Opinie krytyków na temat debiutanckiego albumu piosenkarki były pozytywne.
Premierę płyty pierwotnie planowano na wrzesień lub październik 2017 roku. Zawierać miała ona debiutancki singiel "Crying In the Club", wydany w maju tego samego roku, jednak z powodu sukcesu komercyjnego piosenki "Havana", produkcję albumu rozpoczęto na nowo, odrzucając przy tym część materiału. Singiel osiągnął szczyt listy przebojów w takich krajach, jak Wielka Brytania, Irlandia, Szkocja, Australia, w tym również Polska. "Never Be The Same" zostało drugim singlem z płyty, który na początku został wydany w grudniu 2017, a później wysłany do rozgłośni radiowych w styczniu 2018 roku. Krążek przez cały czas od swojego wydania, i przed nim był promowany w różnych mediach. Komercyjnie, album osiągnął szczyt listy Billboard 200, jako następna, debiutancka płyta z takim osiągnięciem (w 2015 roku udało się to amerykańskiej wokalistce Meghan Trainor z jej debiutanckim albumem Title). Dla lepszej promocji krążka, Cabello wyruszyła w swoją pierwszą światową trasę, której nazwa nawiązywała do drugiego singla promującego album, Never Be the Same Tour. Trasa rozpoczęła się w kwietniu 2018 roku.

## Tło
Początkowo Cabello zdobyła popularność jako członkini girlsbandu, Fifth Harmony, który powstał podczas ósmej edycji amerykańskiego programu The X Factor w 2012 roku. Grupa zajęła w show trzecie miejsce, dzięki czemu podpisała ona kontrakt z wytwórnią Epic Records i Syco Entertainment. Girlsband osiągnął sławę dzięki głównemu singlowi z ich debiutanckiego albumu, Reflection, "Worth It" wydanego w 2015 roku, oraz hitowi z drugiego, studyjnego krążka, 7/27, "Work From Home". Wydał on też 2 albumy studyjne, które pokryły się złotem w Stanach Zjednoczonych. Cabello pojawiła się pierwszy raz jako artystka solo w singlu kanadyjskiego wokalisty, Shawna Mendesa, "I Know What You Did Last Summer" z 2015 roku. W 2016 roku, pojawiła się ona gościnnie w piosence rapera Machine Guna Kelly'ego, "Bad Things", który został jej pierwszym singlem znajdującym się w Top 10 listy Billboard Hot 100, jako singiel solowy. Pierwsze kroki w stronę solowego sukcesu piosenkarki spowodowały pojawienie się plotek i wiadomości o jej odejściu z zespołu.
W grudniu 2016 roku zostało potwierdzone, że Cabello odchodzi z Fifth Harmony. W wywiadzie dla magazynu Latina, skomentowała swój wybór i plany na przyszłość:

"Musiałam podążać za głosem serca i moją wizją artystyczną. Jestem wdzięczna za wszystko, co mieliśmy w Fifth Harmony, i [tę nową] okazję, jestem mniej skupiona na sukcesie, a bardziej o staraniu się, jak tylko mogę i dążeniu do mojej wizji artystycznej na całego, gdzie mnie tylko bierze."

Jej odejście z grupy było porównywane do odejścia Beyoncé i Justina Timberlake'a, którzy zdecydowali się na taki sam krok, po czym zostali jednymi z najpopularniejszych artystów ostatnich dwóch dekad.
Podczas nagrywania płyty, wokalistka pojawiła się gościnnie w kilku piosenkach innych artystów. Użyczyła głównego wokalu w singlu norweskiego DJ-a, Cashmere Cata, "Love Incredible", jak i też w hiszpańskiej i angielskiej wersji singla J Balvina i Pitbulla, "Hey Ma", który znajduje się na ścieżce dźwiękowej filmu Szybcy i wściekli 8. Pojawiła się też w singlu trio Major Lazer wraz z Travisem Scottem i członkiem grupy Migos, Quavo, "Know No Better", który stał się hitem w Wielkiej Brytanii, Francji, czy Polsce. Od lipca do sierpnia 2017 roku supportowała Bruno Marsa podczas jego trzeciej trasy koncertowej, 24K Magic World Tour, prezentując widowni jeszcze niepublikowany materiał.

## Lista utworów
21 grudnia 2017 roku artystka ujawniła listę piosenek swojego debiutanckiego wydawnictwa.
| Nr  | Tytuł                                              | Autor(rzy) tekstu | Producent(ci)           | Długość |
| --- | -------------------------------------------------- | --- | ----------------------- | ------- |
| 1.  | Never Be The Same                                  | Camila Cabello • Adam Feeney • Leo Rami Dawod • Jacob Ludwig Olofsson • Noonie Bao • Sasha Sloan                                   | Frank Dukes • Jarami    | 3:47    |
| 2.  | All These Years                                    | Cabello • Feeney • Kaan Gunesberk • Jeff Gitelman • Mustafa Ahmed                                                                  | Dukes                   | 2:44    |
| 3.  | She Loves Control                                  | Cabello • Sonny John Moore • Feeney • Louis Bell • Ilsey Juber • Ahmed                                                             | Skrillex • Dukes        | 2:57    |
| 4.  | Havana (gościnnie Young Thug)                      | Cabello • Brittany Hazzard • Ali Tamposi • Brian Lee • Pharrell Williams • Jeffery Williams • Andrew Watt • Louis Bell • Gunesberk | Dukes • Matt Beckley    | 3:37    |
| 5.  | Inside Out                                         | Cabello • Hazzard • Feeney • Tyler Williams • Gunesberk                                                                            | Dukes • T-Minus         | 3:02    |
| 6.  | Consequences                                       | Cabello • Amy Wadge • Nicolle Gaylon • Emily Weisband                                                                              | Bart Schoudel           | 2:58    |
| 7.  | Real Friends                                       | Cabello • Lee • Ahmed • Bell • William Walsh                                                                                       | Dukes                   | 3:34    |
| 8.  | Something's Gotta Give                             | Cabello • Alex Schwartz • Joe Khajadourian • Sarah Hudson • James Abrahart • Jesse St. John                                        | The Futuristics • Dukes | 3:56    |
| 9.  | In The Dark                                        | Cabello • Feeney • Te Whiti Warbrick • Simon Wilcox • Madison Love • Abrahart                                                      | Dukes • SickDrumz       | 3:39    |
| 10. | Into It                                            | Cabello • Feeney • Bell • Gunesberk • Ryan Tedder • Justin Tranter                                                                 | Dukes • Bell            | 2:55    |
| 11. | Never Be The Same (wersja dla rozgłośni radiowych) | Cabello • Feeney • Dawod • Olofsson • Bao • Sloan • Ahmed                                                                          | Dukes • Jarami          | 3:47    |

## Single
Wcześniej, "Crying in the Club" został wydany 19 maja 2017 roku jako główny singiel promujący album. Znalazł się na miejscu czterdziestym siódmym listy Billboard Hot 100. 2 dni później, 22 maja 2017 roku wydano singiel promocyjny wokalistki, "I Have Questions". Oba utwory były wykonywane przez artystkę w różnych programach i galach na żywo. 3 sierpnia 2017 roku, wydano single "Havana" oraz "OMG", w pierwszym z nich gościnnie wystąpił amerykański raper, Young Thug, natomiast w drugim gościnnie pojawia się członek grupy hip-hop, Migos, Quavo. 30 sierpnia 2017 roku Cabello potwierdziła, że "Havana" zostanie głównym singlem promującym płytę po tym, jak został przyjęty pozytywnie przez jej fanów, oraz osiągnął swoje pierwsze sukcesy. 8 września 2017 roku singiel został wysłany do rozgłośni radiowych całym świecie. "Havana" został pierwszym singlem wokalistki, który osiągnął szczyty list, tj. Billboard Hot 100, UK Singles Chart, Irish Singles Chart, ARIA Charts, Canadian Hot 100, a także Polish Airplay Top 100, ma do tej pory 764 mln wyświetleń teledysku, oraz 1,5 mld odtworzeń materiału audio tej piosenki w serwisie YouTube. Singiel pokrył się multi-platyną w różnych krajach. W listopadzie został wydany remix do singla z gościnnym udziałem Daddy Yankee'ego, który znalazł się na wersji albumu dla sklepu Target. Ostatecznie dzięki sukcesowi kubańskiej artystki, "Crying in The Club", "OMG", i "I Have Questions" zostały usunięte z tracklisty albumu.
7 grudnia 2017 roku kolejne utwory zostały wydane jako single promocyjne wraz z rozpoczęciem przedsprzedaży krążka w serwisie iTunes — "Never Be the Same" i "Real Friends". Zastąpił on poprzednie z nich ("I Have Questions" oraz "OMG"), zostając oficjalnym singlem promującym debiutancki album. Drugim singlem promującym album został utwór "Never Be the Same", który wysłano do rozgłośni radiowych 9 stycznia 2018 roku, uplasował się w Top 10 najlepiej sprzedających się singli w Wielkiej Brytanii, Irlandii i Szkocji, znalazł się na miejscu 27 na liście Billboard Hot 100, oraz w Top 40 Polish Airplay Top 100.

## Certyfikaty
| Państwo           | Organizacja  | Certyfikat | Liczba sprzedanych kopii | Przypisy |
| ----------------- | ------------ | ---------- | ------------------------ | -------- |
| Kanada            | Music Canada | 2x Platyna | 160 000                  | [ 54 ]   |
| Stany Zjednoczone | RIAA         | Platyna    | 1 000 000                | [ 55 ]   |
| Meksyk            | AMPROFON     | Platyna    | 60 000                   | [ 56 ]   |
| Wielka Brytania   | BPI          | Złoto      | 100 000                  | [ 57 ]   |
| Polska            | ZPAV         | Platyna    | 20 000                   | [ 58 ]   |